# Toivo Loukola
Toivo Aarne Loukola (Kortesjärvi, 2 de outubro de 1902 – Helsinque, 10 de janeiro de 1984) foi um atleta finlandês vencedor dos 3000 metros com obstáculos nos Jogos Olímpicos de Amsterdam em 1928.
Um mês antes dos Jogos, Toivo quebrou extra-oficialmente o recorde mundial da prova. Em Amsterdam, ele começou disputando os 10000 metros, no qual conseguiu apenas a décima colocação.
Na final dos 3000 metros com obstáculos, prova da qual era especialista e no qual estavam depositadas as maiores esperanças de uma vitória entre os Finlandeses Voadores, ele e seus compatriotas Paavo Nurmi e Ville Ritola lideraram a prova desde o começo, deixando para trás os outros competidores e partindo para a decisão entre eles. Ritola diminuiu o ritmo no meio da prova e na altura dos 2 000 m Loukola e Nurmi lutavam lado a lado, quando este, cansado e contundido pela dura prova dos 5000 metros que disputou no dia anterior, tropeçou numa barreira e Toivo abriu uma vantagem de 30 m que manteve até o final, ganhando a medalha de ouro com o novo recorde mundial de 9m21s8, deixando Nurmi com a prata.